# Cartago el Viejo
El santo es principalmente conocido como discípulo y sucesor de Ciarán de Saigir (el Grande) y como tutor y mentor de su tocayo más joven, San Cartago de Lismore (también conocido como San Mochuda). Cartago era de los Eóganacht Chaisil e hijo, o, más probablemente, nieto de Óengus mac Nad Froích que fue bautizado por San Patricio. Fue castigado por San Ciaran El Mayor con penitencia por un pecado de la carne cometido en su juventud. A la conclusión de su penitencia canónica, Cartago fue restablecido como miembro de la comunidad monástica de Saighir. Después fundó el monasterio de Druim Fertain y otro monasterio en la isla superior de Lough Sheelin, Condado de Meath.
En la baronía de Clanmaurice hay un pueblo llamado Monument en que se encuentran los escasos restos de una antigua iglesia llamada Cill Cartaig (Iglesia de Cartago).

Hay un breve párrafo sobre San Cartago en el Martirologio de Donegal: un Calendario de los Santos de Irlanda (1864) de James Michael O'Clery, página 65:
Cartago, Obispo, alumno de Ciaran de Saighir. Uno de sus sitios era Druim-fertain, y en Cairbre Ua Ciardha es Druim-fertain; y a él pertenece Inish Uachtair en Loch Sileann, y Cill Charthaigh en Tir Boghaine en Cinel Conaill. Era hijo de Aenghus, hijo de Nadfraech rey de Munster, &c.
Cill Charthaigh es Kilcar.